# Hippocrepis bourgaei
Hippocrepis bourgaei är en ärtväxtart som först beskrevs av Carl Fredrik Nyman, och fick sitt nu gällande namn av Gabriel Marie Joseph Hervier-Basson. Hippocrepis bourgaei ingår i släktet hästskoklövrar, och familjen ärtväxter. Inga underarter finns listade i Catalogue of Life.